# Тропический парк Нонг Нуч
Тропический парк Нонг Нуч — 600 акров (2,4 км²) ботанических садов и местных достопримечательностей, расположенных на 163-м километре Сукхумвит-роуд в провинции Чонбури, Таиланд, (близи курортного города Паттайя).

## История
В 1954 году мистер Писит и миссис Нонг Нуч Тансача приобрели около 600 акров земли в провинции Чонбури. Изначально планировалось создать фруктовые и овощные плантации, но позже было решено ориентировать парк на туристов, и были созданы рестораны, бунгало, бассейны, банкетные залы и т. д. И уже в 1980 году парк был открыт для всех желающих. А с 2001 года директором парка стал сын миссис Нонг Нуч — Кампон Тансача. В 2010 году на выставке флористов в Великобритании в городе Челси сад Нонг Нуч победил в номинации «Тропические растения».

## Состав парка

### Французский парк
В 1996—1997 годах были проведены дноуглубительные работы на расположенном в парке озере. Увеличение объёма доступной воды позволило расширить парковую зону. В 1998 году был открыт для публики небольшой парк в стиле французского ландшафтного дизайна, который иногда называют миниатюрной копией Версальского парка. Парк был разбит на территории, где раньше находилась плантация подсолнечника. Парк обрамлён различными декоративными элементами — каменным полуамфитеатром с многочисленными буддистскими пагодами, пальмами, аллеей с красными английскими телефонными будками.
Французский парк занимает площадь около 1 гектара (длина с востока на запад — около 190 м, наибольшая ширина — 50 м). Французский прототип значительно масштабнее, его современная площадь около 900 гектаров.
- Общий вид
- Восточная оконечность
- Центральная часть
- Строительные работы на западной окраине
- Буддистские пагоды

### Сад горшков
Созданы невероятные скульптуры из цветочных горшков. Большинство горшков созданы в тайском стиле и обожжены в печи. Из горшочков созданы различные скульптуры в форме машин, зданий, паровозов.

### Голубой сад
В «Тропическом парке Нонг Нуч» собрана и продолжает пополняться уникальная коллекция пальм и папоротников. В сентябре 1998 года парк принимал Международное общество пальм (200 делегатов, представляющих 33 страны), которым было установлено, что парк обладает самым большим собранием видов пальм, растущих в одном месте. В настоящее время в мире существует 2600—2800 видов и разновидностей пальм, из них в парке Нонг Нуч зарегистрировано произрастание 1100 видов. В ближайшие годы планируется увеличить коллекцию до 2000 видов. Главная цель директора и управления парка — собрать наиболее полную коллекцию видов и разновидностей пальм.
В настоящее время в коллекции содержатся некоторые виды пальм, которые за пределами ареала их произрастания встречаются только здесь. В дальнейшем нельзя переоценить их важность как объекта исследования профессионалами или простого восхищения любителями растений.
Во всём мире происходит быстрое разрушение лесов, мест произрастания пальм, и в дальнейшем всё больше людей будет приезжать в парк Нонг Нуч для знакомства с видами пальмами, которые иначе были бы им недоступны. Благоприятный климат, уход и забота, энтузиазм в пополнении коллекции позволяют надеяться, что тропический парк Нонг Нуч станет действительно настоящим живым хранилищем пальм в противовес любому гербарию.

### Автопарк
Хозяином «Тропического парка Нонг Нуч» с 2001 года является сын мадам Нонг Нуч — Кампон Тансача. Одним из его хобби стали автогонки и спортивные автомобили. Впрочем, в автопарке нынешнего хозяина сада имеются не только спортивные авто, все машины в коллекции эксклюзивны. Автопарк Кампона Тансача расположен в центре самого сада, около 40 автомобилей размещаются на двух этажах специализированной автопарковки. Посещение автопарка является частью экскурсионной программы. В коллекции собраны автомобили таких известных марок, как Cadillac, Ford, Lotus, BMW, Subaru, Mitsubishi, Mini, Nissan и другие.

### Стоунхендж
К северо-востоку от французского парка находится небольшой парк Стоунхендж, названный в честь известного мегалитического сооружения, расположенного в Англии. Парк имеет форму круга радиусом около 35 метров, обрезанного с севера и востока двумя пересекающимися дорогами. В центре парка расположена мегалитическая конструкция диаметром около 30 м, внешне и размерами напоминающая английский прототип (диаметр оригинала 33 м).
Строительство парка было завершено в 2000 году. Каменные блоки приблизительно прямоугольной формы, из которых построено сооружение, доставлены из провинции Прачинбури. Директор парка, г-н Кампон Тансача приказал выгравировать на одном из камней следующую фразу:

На этом месте г-жа Нонгнуч Тансача хотела создать центр для будущих поколений, чтобы изучать и развивать будущее (1 января 2000 года).
At This place, Nongnooch Tansacha wanted to create a center for future generations to learn and develop the future (1st January, 2000).

- Парк Стоунхендж